# Чепецкое сельское поселение (Зуевский район)
Чепецкое сельское поселение — упраздненное муниципальное образование в составе Зуевского района Кировской области России.
Центр — посёлок Чепецкий.

## История
1 января 2006 года в соответствии с Законом Кировской области от 07.12.2004 № 284-ЗО образовано Чепецкое сельское поселение, в него вошла территория бывшего Чепецкого сельского округа.
Законом Кировской области от 28 февраля 2019 года № 240−ЗО, вступившим в силу 13 марта 2019 года, Сезеневское и Чепецкое сельские поселения объединены в Сезеневское сельское поселение с административным центром в селе Сезенево.

## Население
| 2010 | 2012 | 2013 | 2014 | 2015 | 2016 | 2017 |
| ---- | ---- | ---- | ---- | ---- | ---- | ---- |
| 462  | ↘402 | ↘376 | ↘340 | ↘312 | ↘304 | ↘288 |
| 2018 | 2019 |      |      |      |      |      |
| ↘250 | ↘227 |      |      |      |      |      |

## Состав сельского поселения
В состав поселения входили 4 населённых пункта:
| № | Населённый пункт | Тип населённого пункта          | Население |
| - | ---------------- | ------------------------------- | --------- |
| 1 | Моченки          | деревня                         | 1         |
| 2 | Спасо-Заозерье   | село                            | ↘2        |
| 3 | Талица           | посёлок                         | 0         |
| 4 | Чепецкий         | посёлок, административный центр | ↘459      |